# 士徽
士 徽（し き、シー・フイ、ベトナム語：Sĩ Huy / 士徽）は、中国後漢末期から三国時代の呉にかけての豪族。交州蒼梧郡広信県の人。父は士燮。兄弟は士廞・士祗・士幹・士頌ら。

## 生涯
黄武5年（226年）、呉の孫権の配下で交州を支配していた父の士燮が没する。孫権は彼の地の直接支配を目論み、士徽を安遠将軍・九真太守に任命する一方、士燮後任の交阯太守には別に陳時を任命。さらに交州北部を広州として分割し、呂岱を広州刺史、戴良を交州刺史として送り込んだ。
士徽はこれらの措置に反発して挙兵し、戴良・陳時の着任を阻止した。士燮の代からの部下である桓鄰は彼らを迎え入れるよう諫言したが、士徽はこれに怒り、桓鄰を殺害。さらにこれに反発した桓鄰の親族の桓治・桓発が兵を集め、士徽を攻撃する事態となった。この戦いは士徽が城門を閉ざして固守すること数ヶ月に及び、和睦が成立した。
その間、士徽誅殺の命を受けた呂岱は交趾へ急行しながら、親交のある士匡（士徽の従弟）を説得のために派遣。太守の官を失うだけで他に憂うことはないと士匡から保証された士徽はまもなく、交趾に到着した呂岱に降伏。兄の士祗、弟の士幹・士頌ら兄弟6人、肉袒して呂岱を出迎えた。呂岱はその場では労いの言葉をかけるなど、士徽らの降伏を受け入れる態度を見せたが、翌朝に再度彼ら兄弟を招集すると士徽の罪を並べ立て、全員を処刑。その首は都の武昌に送られた。
『三国志』の撰者である陳寿は、列伝の評で士徽について、「慎みがなく、自ら災禍に陥った。凡庸な才能しかないのに、険阻な地勢を頼みに富貴を求めたため、そういう結果に至った」と酷評を下している。